# レーガン大統領暗殺未遂事件
レーガン大統領暗殺未遂事件（レーガンだいとうりょうあんさつみすいじけん、Reagan assassination attempt）は、1981年3月30日に、アメリカ合衆国・ワシントンD.C.で、アメリカ大統領のロナルド・レーガンが銃撃されて負傷し、その他にホワイトハウス報道官のジェイムズ・ブレイディ、シークレットサービス特別捜査官のティモシー・マッカーシー、首都警察巡査のトーマス・デラハンティが負傷した事件である。

## 事件の経緯

### 動機

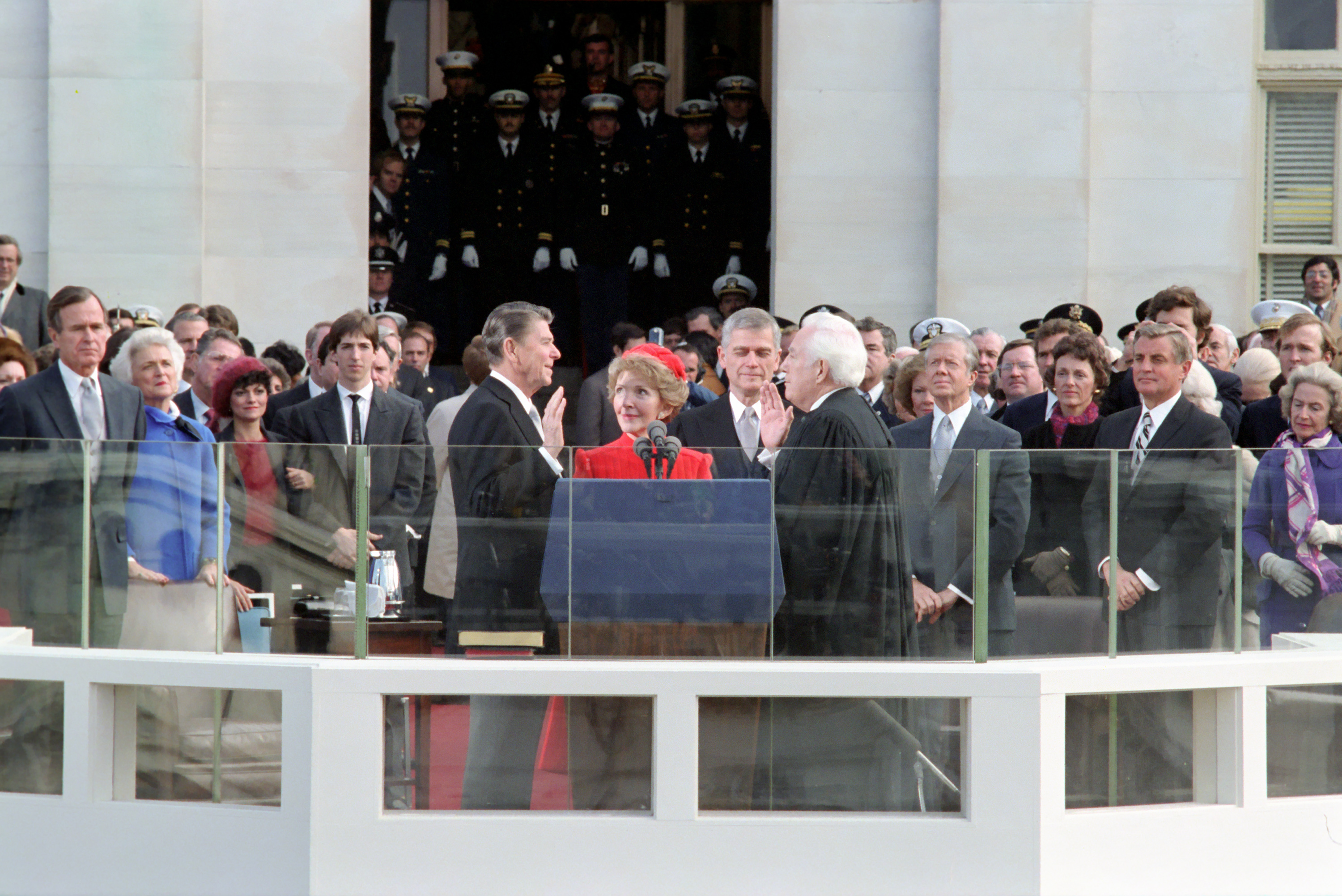
就任式でのレーガン大統領（左）

テキサス工科大学の学生だったジョン・ヒンクリーは、1976年に公開された映画「タクシードライバー」を繰り返し観る中で、12歳の売春婦「アイリス」役を演じたジョディ・フォスターへの偏執的な憧れを抱く。
その後フォスターがイェール大学に入学したとき、ヒンクリーはフォスターに近づくためにコネチカット州ニューヘイヴンに転居し、フォスターの自宅のドアの下に自作の詩を書いたメッセージを挟み込んだり、繰り返し電話をかけるなどした。
しかしフォスターとの接触に失敗したヒンクリーは、旅客機をハイジャックし、フォスターの前で自殺して注意を引こうとする計画を考えた。しかし結局ヒンクリーは「歴史上の人物としてフォスターと同等の立場になるため」に大統領の暗殺を企てる。計画実行のためヒンクリーはジミー・カーター大統領を州から州へと追いかけたが、その結果テネシー州ナッシュヴィルで重火器不法所持の罪で逮捕された。
釈放されたものの無一文になったヒンクリーは、家に帰った後に神経衰弱となり、精神療法を受けたが改善しなかった。その後1981年になると、カーターを選挙で破り新たに大統領となったロナルド・レーガンをつけ狙い始めた。

### 銃撃

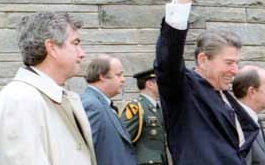
銃撃される直前のレーガン大統領

銃撃直後。レーガン大統領は右の灰色の背広を着たシークレットサービスにより、車に押し込まれている

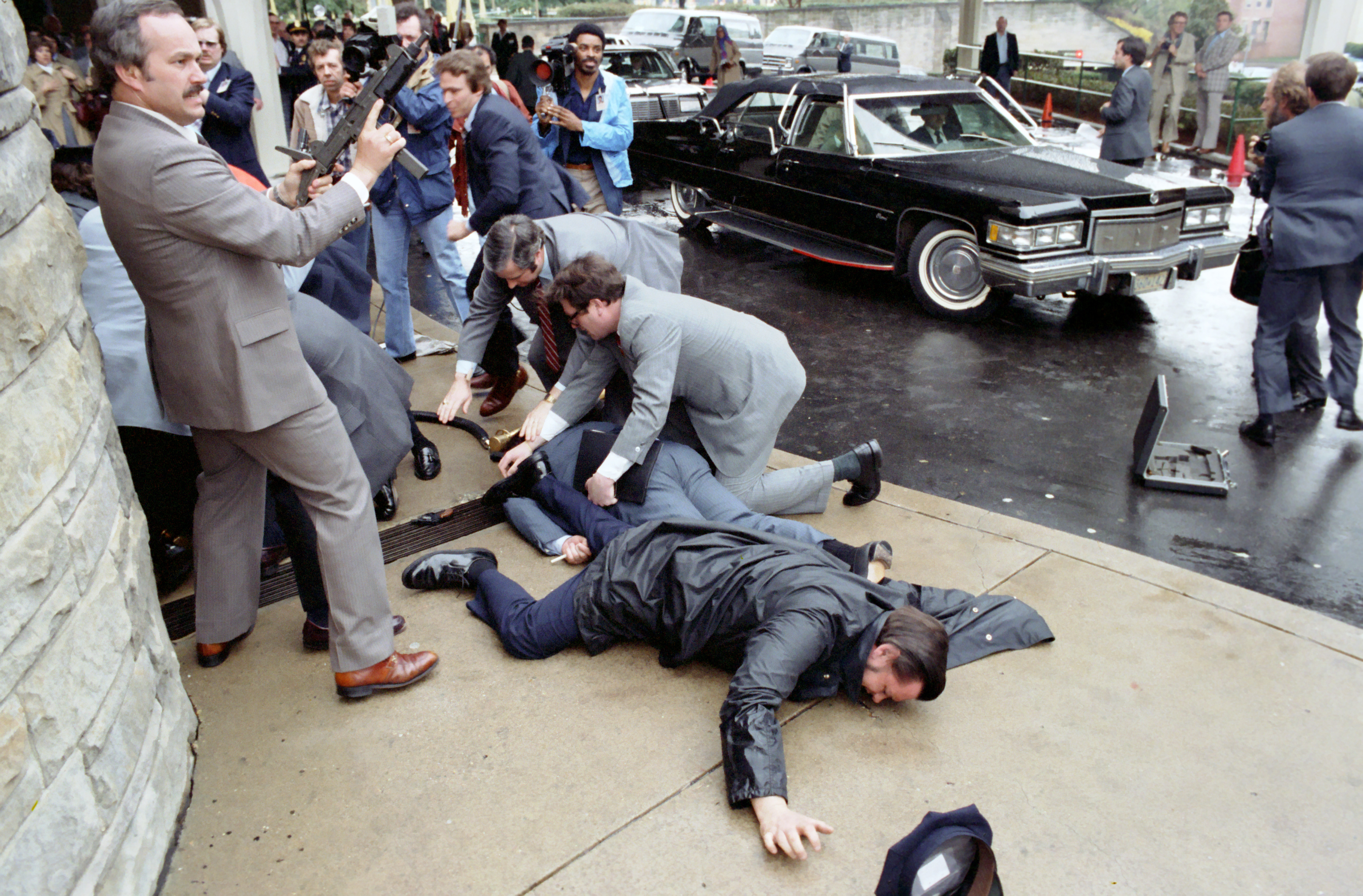
レーガン大統領を乗せた車が去った直後。ヒンクリーは壁際、UZIを構えるシークレットサービスのロバート・ワンコ特別捜査官の脇でデニス・マッカーシーら複数の特別捜査官・警官に押さえつけられている。一番手前で倒れているのがデラハンティ巡査、その後ろで倒れて介抱されているのはブレイディ報道官。傍にはデラハンティの制帽が転がっている。警護車の前にはUZIが収められていたアタッシュケースが放り出されている

その後ヒンクリーは、レーガンを銃撃するために3月29日にワシントンD.C.に向かい、ワシントン・ポスト紙で翌30日のレーガンの予定を確認した。ヒンクリーはレーガンが30日の午後にワシントンD.Cのヒルトンホテルの会議場でAFL-CIOの会議で講演することを確認し、この際に銃撃することを決定した。
銃撃に先立ちヒンクリーはフォスターへの手紙を2通したためた後、宿泊していたホテルを後にしヒルトンホテルへ向かったものの、レーガン以外にもカナダのピエール・トルドー首相などが出席していたために会場内の警備が厳重で、会場内での銃撃を断念し、多くの群衆が取り巻く会場外で銃撃することにした。
午後2時30分前に会議場での講演を終えたレーガンは、シークレットサービスや警護の警官らとともにT通りの出口から出て、大統領専用車（リンカーン・コンチネンタル）へと向かおうとした際に、警備の隙を見てヒンクリーは回転式拳銃（レームRG14 .22LR、いわゆるサタデーナイトスペシャル）から6発全弾発砲した。
銃弾は専用車の防弾ガラスに跳ね返ってレーガンの左胸部に命中し、心臓から2.5cmの肺の奥深くまで達した。他にもジェイムズ・ブレイディ報道官とワシントンD.C.首都警察のトマス・デラハンティ巡査、シークレットサービスのティモシー・マッカーシー特別捜査官に命中した。ヒンクリーはシークレットサービスや警官に取り押さえられ、逃亡しようともせずその場で身柄を拘束された。
この10秒に満たない一連の出来事は複数のテレビカメラによってその一部始終が生中継されており（中にはヒンクリーの銃自体が写っていた）、その後世界中にレーガンらが銃撃されるシーンが放送されることとなった。前年に開局して間もないCNNはこのシーンを採用して報道し、以降ニュース専門放送局としての地歩を固めた。なお、アメリカ大統領が狙撃され、弾丸が命中したのは1963年11月のケネディ大統領暗殺事件以来のことである。

### シークレットサービスの主な配置と行動
ジェリー・パー警護隊長：大統領の右後ろ→銃撃時は左後ろにおり、2発目と3発目の間以降、大統領に覆い被さりながら専用車の中に避難
レイモンド・A・シャディック副隊長：大統領の右→銃撃時はジェリー・パーの後ろにおり、パー隊長と大統領を専用車に押し込む
ティモシー・マッカーシー：大統領の前方→大統領専用車のドアを開けて待機→銃撃時は、体の正面を時計回りで銃口の方に向けてレーガン大統領とパー隊長を守り、4発目が被弾する
デニス・マッカーシー：大統領専用車の後方に配置→銃撃時は、即座にヒンクリーに飛び掛かる
トーマス・ドリュー・アンリュー：大統領専用車の運転手→レーガン負傷の一報を無線で伝える→即座にジョージ・ワシントン大学病院へと専用車を走らせる
マリー・アン・ゴードン：予備車の、運転席以外の席に乗車し、行き先を病院に変えた際には予備車を先導車とするように予備車のドライバーに指示
ロバート・ワンコ：銃撃後、専用車の脱出をアシストする。その後、ヒンクリーの傍でUZIを構えて潜在的な攻撃などに備える
ダニー・スプリッグス：大統領の右側を警戒→銃撃時は、即座に拳銃を取り出して犯人制圧に協力する

ジェームズ・バリー(現場に残ったことのみ判明)

### 弾丸摘出
銃撃直後にレーガンはシークレットサービスによって大統領専用車に押し込まれ、その直後は無傷と思われたために即座にホワイトハウスへ向かった。
しかし、その後に大統領専用車内でレーガンが吐血し併せて胸部に出血を認めたために、シークレットサービスのジェリー・パー警護隊長の機転により大統領専用車は近隣のジョージ・ワシントン大学病院に急行し、その後即座に緊急手術を受けた。
なお、弾丸はレーガンの心臓をかすめて肺の奥深くで止まっており、かなりの内出血を起していた。冷戦下における「国家安全保障上の理由」から（実際に、銃撃事件の直後にソ連の潜水艦がアメリカの大西洋沿岸に集結するなどの不穏な動きが見られた）、レーガンの詳しい容態が、同じく狙撃され重傷を負ったブレイディ大統領報道官の代理であるラリー・スピークス副報道官からマスメディアに明らかにされたのは、レーガンが退院してからのことである。
また、レーガンとともに銃撃を受けたマッカーシーとデラハンティは幸いにも軽傷で済んだが、ブレイディは頭部に弾丸を受けたために、一命こそ取りとめたものの回復不能な障害が残り、2014年に死亡した際は、この時の傷が原因と診断されている。

### 機知

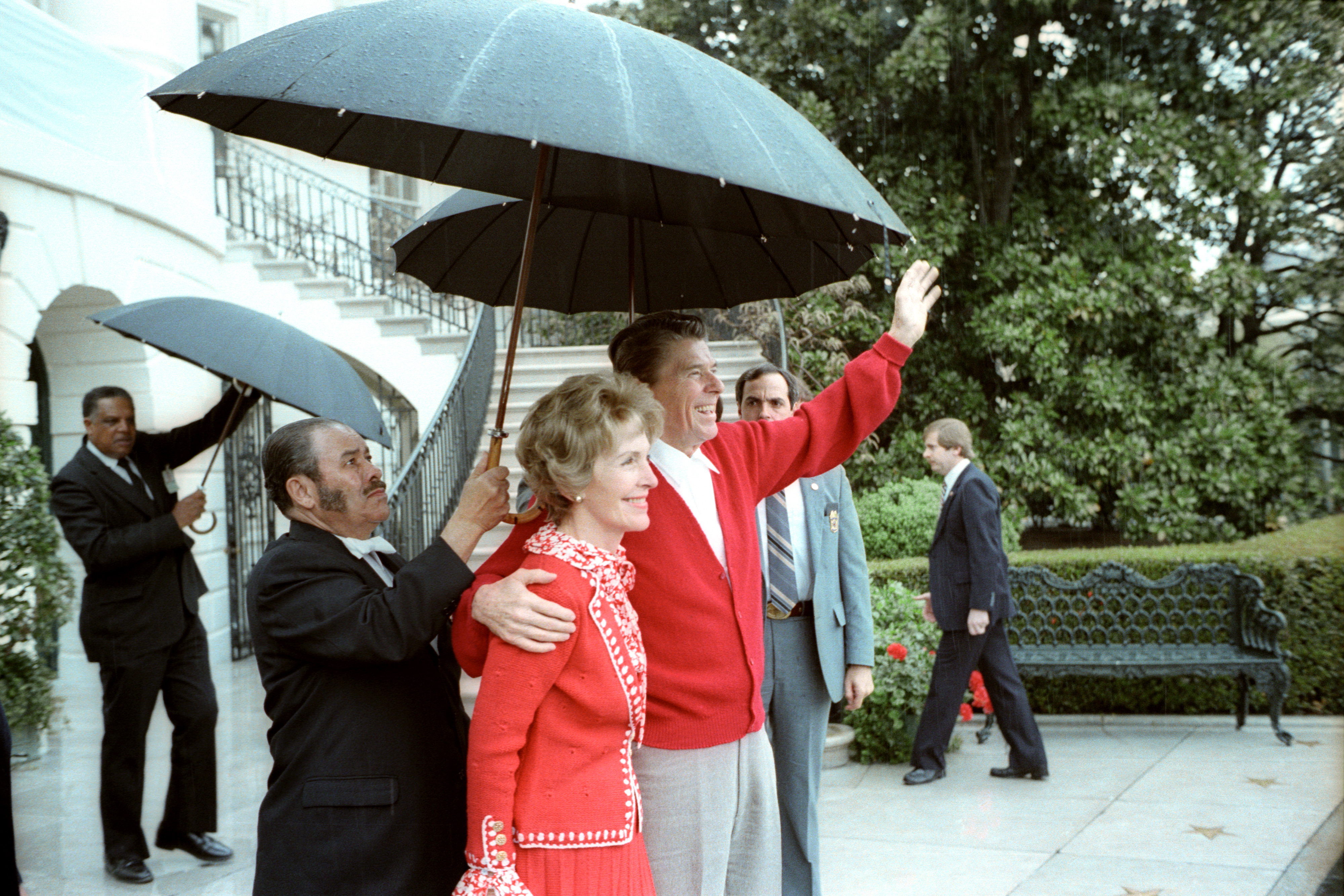
事件後初めて公の場に現れたレーガン大統領とナンシー夫人

レーガンは出血を伴う重傷を負っていたにもかかわらず意識ははっきりしており、自らの胸から弾丸を取り除く手術の前には執刀外科医ジョセフ・ジョルダーノに対して、「諸君がみな共和党員だといいんだがねぇ（I hope you are all Republicans.）」とジョークを飛ばす余裕さえ見せた。これを聞いたスタッフは笑い出し、ジョルダーノ医師は民主党員だったが、「大統領閣下。今日一日われわれはみな共和党員です（Today, Mr. President, we are all Republicans.）」と答え、レーガンを喜ばせている。
また、事件の知らせを受け病院に直行した妻のナンシーに対しては「ハニー、僕は避けるのを忘れていたよ（Honey, I forgot to duck.）」と冗談を言った。これは1926年のボクシング・ヘビー級選手権でジャック・デンプシーの敗戦のコメントを引用したものであった（デンプシーはジーン・タニーに負けた後、「何が起こったの」と尋ねる妻のエステレ・テーラーに対し、「ハニー、僕は避けるのを忘れていた」と応えた）。
レーガンのこのような機知は事件後に公にされ、「危機の際にもユーモアを忘れない」という、指導者のあるべき姿を体現したものとして称賛の対象となった。その後、レーガンは高齢者としては驚異的なスピードで回復し、事件から約3週間後には公務に復帰している。
1987年、西ベルリンでの演説中風船が破裂して銃声のような音を発するハプニングがあり、「しくじったな（英語: Missed me.）」とジョークを飛ばして聴衆を大いに沸かせた。

## その後

### 裁判

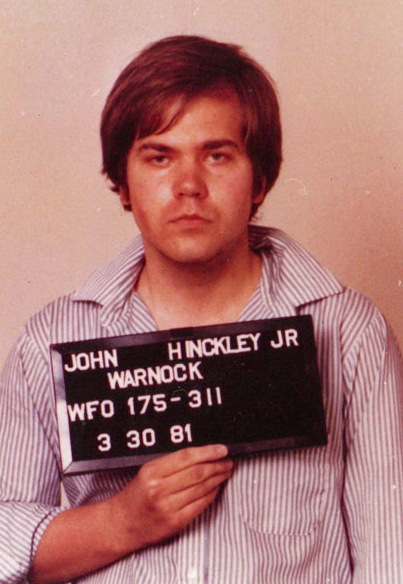
ジョン・ヒンクリー、マグショット（1981年）

ヒンクリーは1982年に行われた事件に対する裁判では13の容疑で起訴されたが、6月21日に精神異常が理由で無罪となった。弁護側の精神医学上の報告書では「ヒンクリーが精神異常」であると報告したが、検察当局の報告書はヒンクリーを法律上健全であると宣言した。
ヒンクリーの無罪判決は広範囲の狼狽を引き起こし、下院および多くの州で精神異常者の犯罪に対する法律改正につながった。その結果3つの州が弁護を全て廃止した。ヒンクリーの事件に先立つ連邦裁判所での裁判では、死刑裁判の2%未満で精神異常での免罪が適用され、その80%が敗訴した。
この判決を受けて、ヒンクリーはワシントンD.C.のセント・エリザベス病院で拘束された。その後ヒンクリーは両親の監督下に1999年に退院を許可され、2000年には監督なしでの釈放が許可された。しかしこれらの権利はヒンクリーがフォスターに関する資料を密かに病院に持ち込んでいたことが判明し無効となった。その後2016年7月釈放が許可された。精神状態が安定しているとして、2022年6月15日をもってヒンクリーの全ての行動制限措置が解除された。
ヒンクリーが奇行に出るほど愛したジョディ・フォスターだが、のちにフォスターは、自らがレズビアンである事を匂わせる発言をし、実際に女性写真家と同性婚している。マスコミからは「事件がきっかけで男性不信または男性恐怖症を発病したことから女性しか愛せなくなった」と言われたが、フォスターは「事件とは全く関係がない」と生まれつきである事を明かしている。
つまり、ヒンクリーが努力しても、ヒンクリーどころか男性がフォスターから好意を持ってもらう事は不可能だった。

### 支持率向上
この銃撃事件とその後のレーガンの対応は、レーガンの支持率に大きな影響を与えた。事件が起こる前のレーガンは、俳優時代やカリフォルニア州知事時代の言動を元に、多くのリベラル層や知識層などから「ポピュリストかつ右傾的」だとして否定的に思われていた。
しかし、このような事態においても余裕を失わない精神的な強靭さや、機知に富んだ人格が評価され支持率が大きく上がった。後の一連の政策を行えたのはこの事件なくしては無理だったとする見方もある。

### ブレイディ報道官

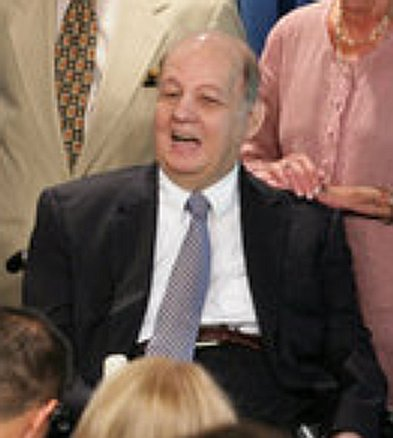
ジェームズ・ブレイディ（2006年）

この事件で頭部に銃弾を受け障害が残ったブレイディは、大統領報道官としての任務の遂行が不可能となったものの、1989年にレーガンがその任期を全うするまでの間、正規の大統領報道官として留任することとなった。
事件後はブレイディの部下となるスピークス大統領副報道官が実質的に正報道官としての任務を行い、ブレイディは回復に向けてのリハビリテーションに専念した。
なお、この事件を受けて制定されたのが、米国民の銃器購入に際し、購入者の適性を確認する「ブレイディ法」である。しかしこの法律は2005年にNRAなどの抵抗により効力延長手続きがされず失効した。
ブレイディは2014年8月4日に73歳で死去したが、バージニア州検視当局はその死因をこの事件による負傷によるものとして、ブレイディの死を殺人事件と断定し、警察により再捜査が行われることとなった。